# Бирна (комуна)
Бирна (рум. Bârna) — комуна у повіті Тіміш в Румунії. До складу комуни входять такі села (дані про населення за 2002 рік):
- Бирна (363 особи)
- Ботешть (98 осіб)
- Ботінешть (214 осіб)
- Дрінова (217 осіб)
- Журешть (174 особи)
- Погенешть (297 осіб)
- Серезань (210 осіб)

Комуна розташована на відстані 347 км на північний захід від Бухареста, 64 км на схід від Тімішоари.

## Населення
За даними перепису населення 2002 року у комуні проживали 1573 особи.
Національний склад населення комуни:
| Національність | Кількість осіб | Відсоток |
| -------------- | -------------- | -------- |
| румуни         | 1036           | 65,9%    |
| українці       | 534            | 33,9%    |
| угорці         | 3              | 0,2%     |

Рідною мовою назвали:
| Мова       | Кількість осіб | Відсоток |
| ---------- | -------------- | -------- |
| румунська  | 1042           | 66,2%    |
| українська | 527            | 33,5%    |
| угорська   | 2              | 0,1%     |
| німецька   | 2              | 0,1%     |

Склад населення комуни за віросповіданням:
| Релігія            | Кількість осіб | Відсоток |
| ------------------ | -------------- | -------- |
| православні        | 1216           | 77,3%    |
| адвентисти         | 147            | 9,3%     |
| старообрядці       | 114            | 7,2%     |
| п'ятдесятники      | 68             | 4,3%     |
| баптисти           | 18             | 1,1%     |
| римо-католики      | 4              | 0,3%     |
| греко-католики     | 2              | 0,1%     |
| реформати          | 1              | 0,1%     |
| бретрени           | 1              | 0,1%     |
| не релігійні       | 1              | 0,1%     |
| не вказали релігію | 1              | 0,1%     |